# エルシリオ・ルスFC
エルシリオ・ルスFC (ポルトガル語: Hercílio Luz Futebol Clube)は、ブラジル・サンタカタリーナ州トゥバランを本拠地とするサッカークラブである。

## 歴史
1918年12月28日設立。クラブ名は当時のサンタカタリーナ州知事の名前に由来する。
1950年代にクラブは黄金期を迎え、1959年にはコパ・ド・ブラジルに参戦した。

## タイトル

### 国内タイトル
- カンピオナート・カタリネンセ : 2回
  - 1957, 1958

### 国際タイトル
なし